# Piranha Bytes
Piranha Bytes est une équipe de développeurs produisant des jeux vidéo. À l'origine, en 1997, c'était une compagnie. Depuis septembre 2002, ce n'est plus qu'une marque déposée de Pluto 13 GmbH. Néanmoins, du fait de sa notoriété, beaucoup continuent à utiliser le nom Piranha Bytes alors qu'ils font référence à Pluto 13. Pluto 13 a d'ailleurs conservé pour logo celui de Piranha Bytes, ajoutant à la confusion. Le studio fermera définitivement ses portes en 2024.

## Histoire
La société Piranha Bytes a été fondée le 12 octobre 1997 par Alex Brueggemann, Mike Hoge, Stefan Nyul et Tom Putzki. Deux ans plus tard, elle devient une filiale à 100 % de Phenomedia AG, une compagnie listée à la bourse de Francfort, sur le marché des sociétés technologiques (Neuer Markt). En 2001, sort Gothic, le premier jeu développé par la firme. À la suite de la faillite en mai 2002 de la maison mère, des dirigeants de Piranha Bytes décident de racheter leur compagnie. Le MBO est conclu en septembre 2002 et la société Pluto 13 GmbH est créée, reprenant la plupart du personnel, les principaux biens et les marques déposées de Piranha Bytes. À partir de cette date, Piranha Bytes cesse d'exister en tant que société mais le nom reste une marque déposée de Pluto 13. Néanmoins du fait de sa notoriété et par abus de langage, beaucoup continuent à appeler la nouvelle société "Piranha Bytes", créant une certaine confusion entre le nom de la société (Pluto 13) et de sa marque déposée (Piranha Bytes). Cette confusion est entretenue par le logo de Pluto 13 qui ne mentionne que Piranha Bytes.
Pluto 13 GmbH est une société privée à responsabilité limitée (SARL), toutes les actions étant détenues par les employées et dirigeants. En 2009, elle employait 22 personnes.
En mars 2003, Pluto 13 déménage de Bochum à Essen. Pluto 13 est un membre fondateur de la Fédération des Développeurs de Jeux sur Ordinateur (G.A.M.E. Bundesverband der Entwickler von Computerspielen e.V.) qui a vu le jour le 6 mars 2004 à Berlin.
En 2007, à la suite d'un désaccord avec JoWooD Productions AG, leur distributeur de l'époque, une séparation intervient. Suivant les accords contractuels liants les deux compagnies, JoWood conserve le droit de publier les jeux de la série Gothic ainsi que les droits d'auteur sur la marque déposée "Gothic". Piranha Bytes ne pouvant plus développer de jeu pour la série Gothic, la compagnie annonce le 17 juin 2007 qu'elle travaille sur l'ébauche d'un nouveau jeu de rôle. Le lendemain, Deep Silver annonce en être l'éditeur et le 6 août 2008, le nom officiel du jeu est révélé: Risen.
Le 22 mai 2019, THQ Nordic rachète Piranha Byteset fermera ses portes en 2024 à la suite des mauvaises recettes de Elex 2.

## Ludographie
| Année | Titre                                | Plate-forme | Plate-forme | Plate-forme | Plate-forme | Plate-forme | Plate-forme | Plate-forme |
| Année | Titre                                | PS3         | PS4         | Win         | X360        | XONE        | PS5         |             |
| ----- | ------------------------------------ | ----------- | ----------- | ----------- | ----------- | ----------- | ----------- | ----------- |
| 2001  | Gothic                               | —           | —           | oui         | —           | —           | —           |             |
| 2002  | Gothic 2                             | —           | —           | oui         | —           | —           | —           |             |
| 2003  | Gothic 2 : La Nuit des Corbeaux (en) | —           | —           | oui         | —           | —           | —           |             |
| 2006  | Gothic 3                             | —           | —           | oui         | Croix       | —           | —           |             |
| 2009  | Risen                                | Croix       | —           | oui         | oui         | —           | —           |             |
| 2012  | Risen 2: Dark Waters                 | oui         | —           | oui         | oui         | —           | —           |             |
| 2014  | Risen 3: Titan Lords                 | oui         | oui         | oui         | oui         | Croix       | —           |             |
| 2017  | ELEX                                 | Croix       | oui         | oui         | Croix       | oui         | —           |             |
| 2022  | ELEX 2                               | Croix       | oui         | oui         | Croix       | oui         | oui         |             |

Sous Linux et Mac OS il est possible à jouer à certains de ces jeux via leur version Windows et le logiciel CrossOver.
La série Gothic a été un succès commercial, notamment en Allemagne où chaque titre s'est vendu à plus de 200 000 unités. Au niveau mondial la série cumule plus de 3 millions d'unités vendues.

## Distributeurs
- Shoebox : Gothic 1
- JoWooD Productions AG : Gothic 2 et son extension, « La nuit du corbeau »
- Deep Silver & JoWooD Productions AG : Gothic 3
- Deep Silver : Risen 1, Risen 2 et Risen 3

## Technologies
Moteurs graphiques utilisés par les jeux de Piranha Bytes:
- Gothic 1 : « ZenGin »
- Gothic 2 et son extension : « ZenGin 2.0 »
- Gothic 3 : « Genome Engine »
- Risen : nom non précisé

À chaque fois, il s'agit de développements en interne.